# Вашозеро
Ва́шозеро — российское озеро в Кондопожском районе Республики Карелия.

## Общие сведения
Озера вытянуто с северо-запада на юго-восток. Берега в основном низменные, отлогие, покрыты смешанным лесом. Разделено цепью из 5 островов (общей площадью около 1,0 км²) на большую северо-восточную и малую юго-западную части.
Основной приток осуществляется за счёт грунтовых вод и подводных ключей. Сток через Торпручей в Онежское озеро.
Дно ровное, в основном покрыто зелёными илистыми отложениями, встречаются каменисто-песчаные грунты в северо-восточной части озера. Высшая водная растительность представлена рдестами, гречихой земноводной, кувшинкой.
В озере обитают ряпушка, щука, окунь, налим, ёрш. Озеро было одним из первых в Карелии, в котором проводилось заселение новых пород рыб. В 1930-х гг. в Вашозеро было привезено большое количество личинок сига и рипуса, эти рыбы хорошо прижились в озере.

## История
В XVI—XVIII веках на Монастырском острове озера действовала Вашеостровская Спасская пустынь.